# 649
- Wikisource

| Calendário gregoriano                                                        | 649 DCXLIX                      |
| Ab urbe condita                                                              | 1402                            |
| Calendário arménio                                                           | 97 – 98                         |
| Calendário bahá'í                                                            | -1195 – -1194                   |
| Calendário budista                                                           | 1193                            |
| Calendário chinês                                                            | 3345 – 3346                     |
| Calendário copta                                                             | 365 – 366                       |
| Calendário etíope                                                            | 641 – 642                       |
| Calendários hindus - Vikram Samvat - Calendário nacional indiano - Cáli Iuga | 704 – 705 570 – 571 3749 – 3750 |
| Calendário Holoceno                                                          | 10649                           |
| Calendário islâmico                                                          | 28 – 29                         |
| Calendário judaico                                                           | 4409 – 4410                     |
| Calendário persa                                                             | 27 – 28                         |
| Calendário rúnico                                                            | 899                             |
| Calendário solar tailandês                                                   | 1192                            |

649 (DCXLIX, na numeração romana) foi um ano comum do século VII que começou numa quinta-feira, segundo o calendário juliano.  Segundo o horóscopo chinês, foi o ano do Galo.
| Ano completo                         |
| ------------------------------------ |
| Ano comum com início à segunda-feira |

## Eventos
- 5 de Julho - É eleito o Papa Martinho I.

## Mortes
- 14 de Maio - Papa Teodoro I